# Liste der Monuments historiques in Verneuil-l’Étang
Die Liste der Monuments historiques in Verneuil-l’Étang führt die Monuments historiques in der französischen Ortschaft Verneuil-l’Étang auf.
Bauwerke werden nicht gelistet. Es gibt einen Park, der in die Liste des Kulturerbes des 20. Jahrhunderts eingetragen ist. Daraus folgt jedoch kein Schutz des eingetragenen Objekts. Der Park des Château de Vernouillet steht im Privateigentum und ist in einem schlechten Zustand.
Die Objekte sind der Kirche Notre Dame de l’Assomption, 14 Rue Jean Jaurés, in Verneuil-l’Étang zuzuordnen.

## Kulturerbe des 20. Jahrhunderts
| Bezeichnung                              | Beschreibung                      | Standort           | Kennzeichnung | Schutzstatus | Datum | Bild |
| ---------------------------------------- | --------------------------------- | ------------------ | ------------- | ------------ | ----- | ---- |
| Garten (Park) des Château de Vernouillet | Ziergarten mit einigen Skulpturen | Vernouillet (Lage) | IA77000380    |              | 2003  |      |

## Liste der Objekte
| Bezeichnung                                                                 | Beschreibung | Standort                  | Kennzeichnung | Schutzstatus | Datum | Bild |
| --------------------------------------------------------------------------- | --- | ------------------------- | ------------- | ------------ | ----- | ---- |
| Tafelbild: Mariä Himmelfahrt                                                | Ölgemälde (Luigi Domenico Soldini zugeschrieben), 18. Jahrhundert                                                                        | 14 Rue Jean Jaurés (Lage) | PM77004683    | Inscrit      | 1987  |      |
| Stuhl des Zelebranten                                                       | Cabriolet-Sessel im Louis-XV.-Stil (18. Jahrhundert) mit rotem Samt bezogen. Die Armlehnen sind geschwungen. Das Holz ist grau lackiert. | 14 Rue Jean Jaurés (Lage) | PM77004685    | Inscrit      | 1987  |      |
| Bildnis der Marienvision des Heiligen Bernhards (Vision des Heiligen Bruno) | Das vermutlich von François Vincent Latil gefertigte Ölgemälde nimmt Anleihen an frühere Bildnisse und Stiche.                           | 14 Rue Jean Jaurés (Lage) | PM77003426    | Inscrit      | 1987  |      |

Zum Verständnis siehe: Kirchenausstattung
- Monuments historiques (Objekte) in Verneuil-l’Étang in der Base Palissy des französischen Kulturministeriums (französisch)